# Slobodan Kačar
Slobodan Kačar (Jajce, 15 settembre 1957) è un ex pugile jugoslavo, campione olimpico nel 1980 a Mosca. Di origine serbo-bosniaca, ha poi ottenuto la cittadinanza statunitense.

## Carriera

### Dilettante
Da dilettante Kačar ha conquistato la medaglia di bronzo ai Campionati mondiali 1978 Belgrado nei pesi medi. Ha poi vinto la medaglia d'oro ai Giochi del Mediterraneo 1979 a Spalato, nei mediomassimi.
Kačar si è laureato campione olimpico, sempre nei pesi mediomassimi a Mosca 1980.
Ha concluso la carriera dilettantistica con un bilancio di 241 vittorie e 9 sconfitte.

### Professionista
È passato al professionismo in Italia nel 1983. Due anni dopo, ancora imbattuto, ha conquistato il titolo vacante IBF dei pesi mediomassimi battendo ai punti a Pesaro, con verdetto contrastato, lo statunitense Eddie Mustafa Muhammad.
Lo ha poi perso alla prima difesa, a Las Vegas, contro lo statunitense Bobby Czyz per knock-out tecnico al quinto round.
Ha combattuto ancora due match in Italia nell'ultimo dei quali, il 15 maggio 1987 a Mestre, fu messo KO dal mediocre britannico Blaine Logsdon. Dopo di ciò, a trent'anni, ha abbandonato il pugilato agonistico.